# Yamasá
Yamasá é um município da República Dominicana pertencente à província de Monte Plata. Inclui o distrito municipal de Los Botados. Yamasá fica ao norte da cidade capital de Santo Domingo. O rio Ozama, um dos maiores rios do país, passa por Yamasá. Sua população estimada em 2012 era de 52 982 habitantes.

## Agricultura
Os alimentos básicos cultivados em Yamasá são: cana-de-açúcar, banana e mangas.

## Cidadãos famosos
- O jogador de beisebol César Hernández, que jogou para o Cincinnati Reds, nasceu em Yamasá, em 1966.
- Enny Pichardo, um ex-correspondente de Nova Iorque para NTN24 e apresenta-se atualmente ao Noticiero Univisión, nasceu em Yamasá, em 1982.
- Chicho Severino, um cantor famoso de música bachata, nasceu em Yamasá.